# Pátria (Schiff, 1903)
Die Pátria (deutsch „Vaterland“) war ein Kanonenboot der portugiesischen Marine. Sie wurde im Arsenal da Marinha in Lissabon gebaut. Finanziert wurde sie mit Spenden von Portugiesen, die nach Brasilien ausgewandert waren. Auslöser für die Spendenaktion war das britische Ultimatum von 1890, mit dem Großbritannien Portugal aus Rhodesien und dem Njassaland herausdrängte. Um Druck auszuüben, hatten die Briten sogar Kriegsschiffe nach Lissabon geschickt.

## Geschichte

Stapellauf 1903

Übergabe der Pátria an die Marine 1904

Die Pátria 1906 in Rio de Janeiro

Die Pátria in Timor 1912

Die Offiziere der Pátria in Rio de Janeiro

Die Pátria unter der Flagge des Königreichs

1905 nahm die Pátria ihren Dienst im Marinebereich (Divisão Naval) Südatlantik mit Basis in Luanda auf. Neun Monate kartographierte das Kanonenboot die wichtigsten Häfen Brasiliens und fuhr als erstes Kriegsschiff den Amazonas bis nach Manaus hinauf. Nach einem kurzen Aufenthalt auf den Kapverdischen Inseln kehrte die Pátria Mitte 1906 nach Lissabon zurück. 1908 wurde die Pátria zum Marinestützpunkt Macau zum Einsatz in der Flotte Fernost versetzt. Hier ging sie unter anderem gegen Piraten vor. So zum Beispiel zwischen dem 12. und 19. Juli 1910, als portugiesische Polizisten unter dem Feuerschutz der Pátria und des Kanonenboots Macau auf der Insel Coloane mehrere chinesische Kinder aus Piratenhand befreiten. Die Pátria befand sich zu diesem Zeitpunkt unter dem Kommando von Leutnant ersten Grades José Campos Ferreira Lima.
Detailliert berichtet der damalige zweite Leutnant Jaime do Inso vom Einsatz der Pátria bei der Rebellion von Manufahi in Portugiesisch-Timor 1911/1912 unter dem Kommando von Kapitänleutnant Gago Coutinho (April bis Juni 1912). Die Pátria erreichte die Hauptstadt Dili am 6. Februar 1912. Sie blieb acht Monate in den Gewässern um Timor im Einsatz. Zwischenzeitlich wurde sie nur kurz nach Macau zurückbeordert, kehrte aber im April wieder nach Timor zurück, wo sie Betano an der Südküste von Timor bombardierte. Bei der Aktion, bei der es gelang, Boaventura, den Führer der Rebellen, gefangen zu nehmen, sollen laut Inso 1.000 Menschen umgekommen sein. Außerdem bekämpfte die Pátria Rebellen in Oecussi. Die Marinesoldaten kämpften auch am Land und verteidigten einige Ortschaften. So den zweitgrößten Ort Baucau zwischen dem 29. Juni bis 25. Juli 1912. Am 16. August 1912 wurde schließlich der Ausnahmezustand für die Kolonie wieder aufgehoben. Parallel zu den Einsätzen führte die Pátria Kartographierungsarbeiten an der Küste Timors durch. 1916 wurde das Kanonenboot nochmals nach Timor beordert, um die Kolonie im Ersten Weltkrieg gegen deutsche Kriegsschiffe und bei einem möglichen Kriegseintritt der Niederlande auf Seiten der Mittelmächte zu beschützen.
Zwischen 1921 und 1924 kommandierte die Pátria Joaquim Marques Esparteiro, der spätere Gouverneur von Macau.
1931 wurde die Pátria bei der portugiesischen Marine außer Dienst gestellt und an China übergeben. In der chinesischen Marine diente das Kanonenboot bis 1937 unter dem Namen Fu Yu.
Ein Modell und ein Gemälde der Pátria befinden sich heute im Marinemuseum in Lissabon.